# Arturo De Vecchi
Arturo De Vecchi (Messina, 30 aprile 1898 – 6 gennaio 1988) è stato uno schermidore italiano, specializzato nella sciabola. Ha vinto una medaglia d'argento ai Giochi olimpici.

## Palmarès
In carriera ha ottenuto i seguenti risultati:

### Giochi olimpici
Individuale
A squadre
- Argento nella sciabola a Los Angeles 1932

### Mondiali
Individuale
A squadre
- Argento nella sciabola a Liegi 1930
- Argento nella sciabola a Vienna 1931

### Campionati italiani
Individuale
- Oro nella sciabola nel 1928
- Bronzo nella sciabola nel 1930

A squadre